# Nationaal Park Müritz
Het Nationaal Park Müritz (Duits: Müritz Nationalpark) ligt in het zuiden van Mecklenburg-Voor-Pommeren en is het grootste op land gelegen nationale park van Duitsland. Het bestaat uit twee van elkaar gescheiden deelgebieden; het grootste en noordwestelijke deel genaamd Müritz en het zuidoostelijke deel genaamd Serrahn. Daartussen ligt een strook land waarin de stad Neustrelitz gelegen is. Het park heeft een omvang 322 km² van en is opgericht in 1990.

## Karakteristiek
Het park bestaat voor 72 % uit bos, 13% uit water, 8% uit veen/moeras, 5% uit grasland en 2% uit akkers.
Het landschap is gevormd in de laatste ijstijd, 15.000 jaar geleden. Het ijs liet talloze zwerfstenen, gletsjermeren, tunneldalen en doodijsgaten achter. Deze laatste zijn nu overal als in het landschap gelegen meren terug te vinden. Het gaat om totaal ongeveer 100 meren en vele kleinere plassen. Het grootste meer is Müritz met een omvang van 117 km². De bossen van het deelgebied Serrahn staan op de Werelderfgoedlijst als deel van het werelderfgoed Oude en voorhistorische beukenbossen van de Karpaten en andere regio's van Europa.
Het gebied heeft en hoge biodiversiteit met 54 zoogdier-, 214 vogel-, 859 kever-, 673 vlinder-, 61 spinnen-, 16 reptielen- en amfibieën en 26 vissoorten.  De flora telt  910 soorten vaatplanten, 133 soorten mos en 17 kranswieren. Daarnaast zijn 593 soorten schimmels en 152 soorten korstmossen gevonden. Opvallende diersoorten zijn de vele kraanvogels, zeearenden en visarenden.  Andere vogelsoorten zijn onder meer de wintertaling, grote karekiet, roerdomp, tureluur, groenpootruiter en zwarte ooievaar. Wat betreft planten komen onder meer voor de jeneverbes en zeldzame cypergrassoorten zoals galigaan (Cladium mariscus).

## Gebruik
Het natuurgebied is in de DDR-tijd opengesteld voor jacht, landbouw en vooral bosbouw. De sporen van deze intensieve bosbouw zijn nog goed te zien. Ook is het gebied lange tijd ontwaterd geweest maar na de instelling van het nationale park is het peil verhoogd.
Voor toerisme is het park goed ontsloten met wandel-en fietspaden, picknickplaatsen, uitkijktorens en observatieposten. Bekend is de 55 meter hoge Käflingsbergturm, die niet alleen een toeristische functie vervult, maar ook als brandweertoren en zendtoren in gebruik is. Het park is met speciale lijndiensten per bus te bereiken. Het park bezit sinds 2007 een informatiecentrum en sinds 2005 is er een samenwerkingsverband met talloze, voornamelijk toeristische bedrijven.

## Galerij

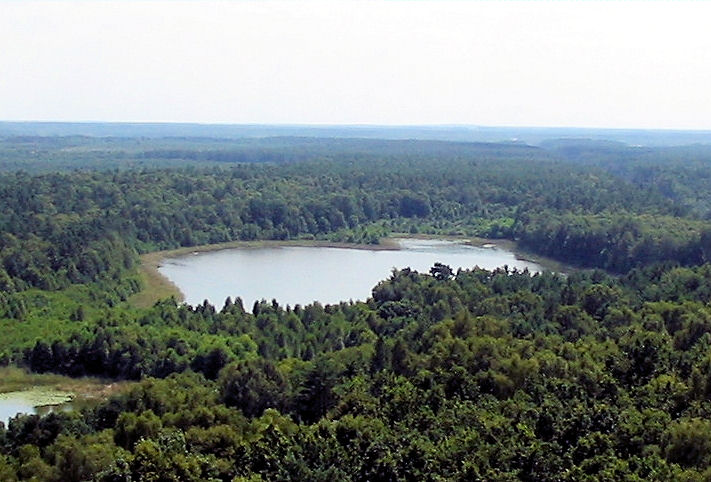
Kleiner Zillmannsee, gezien van de Käflingsbergturm
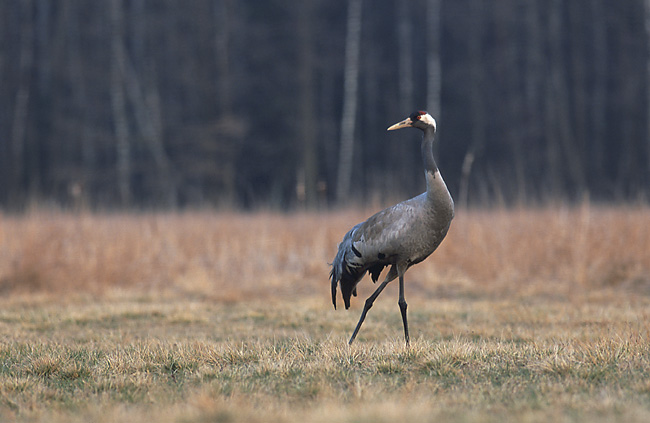
Europese Kraanvogel (Grus grus)

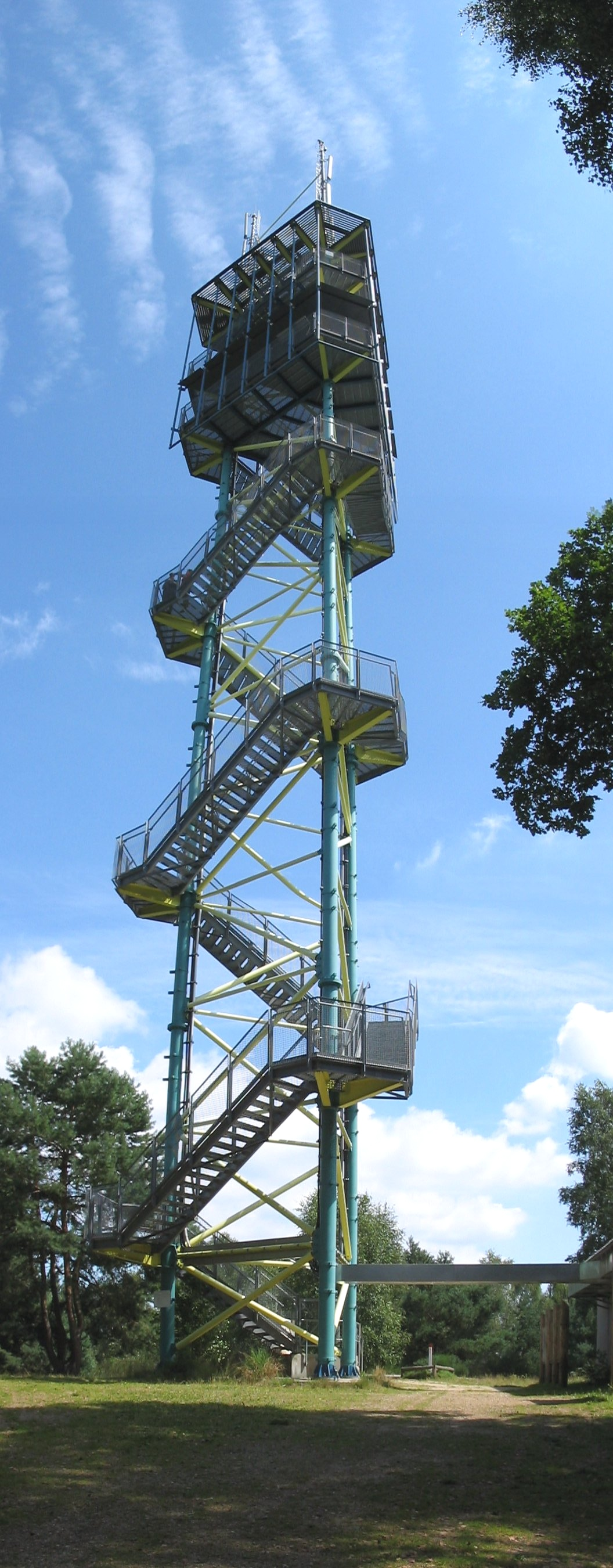
Käflingsbergturm bij Speck, een uitzichttoren in het nationale park Müritz